# Университет короля Абдул-Азиза
Университет короля Абдул-Азиза (араб. جامعة الملك عبد العزيز‎) — государственное высшее учебное заведение в городе Джидде (Саудовская Аравия).

## История
Университет имени короля Абдул-Азиза, основателя Саудовской Аравии, расположен в Джидде. Датой основания считается 1967 год, в это время было решено обеспечить высшим образованием западную часть Саудовской Аравии.
Университет начал работу в 1968 году, когда была сформирована группа студентов (обоих полов), в количестве примерно 100 человек. Первыми были основаны факультеты экономики и управления.
В 2016 году количество студента составляет 180 212 человек. Университет занимает ведущее место среди высших учебных заведений Саудовской Аравии. В Университете действует 138 академических программ бакалавриата и 172 программы для магистрантов и аспирантов.
В соответствии с исламскими нормами, Университет Короля Абдул-Азиза включает в себя два раздельных корпусах (для парней и для девушек). Каждый из корпусов снабжён всем необходимым для обучения и проживания студентов.

## Структура
Факультеты
- Факультет экономики и управления
- Факультет искусств и гуманитарных наук
- Факультет науки
- Факультет инженерии
- Факультет экологического дизайна
- Факультет медицины
- Факультет наук о Земле
- Факультет морских наук
- Факультет права
- Факультет метеорологии, охраны окружающей среды и сельского хозяйства засушливых земель
- Факультет стоматологии
- Факультет фармацевтики
- Факультет морских исследований

Институты
- Исламский экономический институт
- Институт туризма
- Факультет по вычислительным и информационным технологиям
- Институт арабского языка для носителей других языков
- Институт английского языка

Колледжи
- Колледж связи и средств массовой информации
- Колледж сестринского дела

## Известные выпускники
- Манал аль-Шариф — правозащитница и борец за права женщин в Саудовской Аравии.
- Осама бен Ладен — международный террорист, поборник ислама, бывший лидер международной исламской террористической организации «Аль-Каида».